# Hugo Lepe
Hugo Venancio Lepe Gajardo, né le 8 avril 1934 à Santiago au Chili et mort le 4 juillet 1991, est un footballeur international chilien, qui évoluait au poste de défenseur.
En 1973, Lepe est l'un des nombreux Chiliens détenus dans les tribunes du stade national de Santiago en tant que prisonniers de la dictature militaire qui a mis fin au gouvernement Allende. Mario Moreno et Lepe, arrêtés pour leur appartenance au Parti socialiste, sont libérés grâce aux efforts de Francisco Valdés.

## Biographie

### Carrière en club
Au cours de sa carrière, Lepe remporte deux titres de champion du Chili : un avec l'Universidad de Chile, et l'autre avec Colo Colo.

### Carrière en sélection
Avec l'équipe du Chili, il joue un match (pour aucun but inscrit) en 1961. 
Il figure dans le groupe des sélectionnés lors de la Coupe du monde de 1962, sans jouer de match lors de cette compétition.

## Palmarès
| Universidad de Chile - Championnat du Chili (1) : - Champion : 1959. |  | Colo Colo - Championnat du Chili (1) : - Champion : 1963. |